# Alleanza per l’Italia
Alleanza per l’Italia (deutsch: Allianz für Italien, Abkürzung: ApI oder API) war eine im November 2009 ins Leben gerufene zentristische Partei in Italien. Gründer der Partei ist der ehemalige Bürgermeister der Stadt Rom und Ex-Kulturminister Francesco Rutelli, der zuvor dem Partito Democratico angehört hatte. Sie wurde Ende 2016 aufgelöst.
Francesco Rutelli, in den 1990er Jahren Mitglied der italienischen Grünen (Federazione dei Verdi) und als solches erster grüner Bürgermeister Roms, hatte im Jahr 2002 die aus liberalen und christlich-sozialen Gruppierungen bestehende zentristische Partei La Margherita gegründet, die im Jahr 2007 in der neuen Mitte-links-Partei Partito Democratico (PD) aufgegangen war. Innerhalb des PD führte Rutelli den zentristischen Flügel an, der gegen die sozialdemokratischen Faktionen aber zunehmend in die Minderheit geriet. Nach der Wahl des ehemaligen Industrieministers Pier Luigi Bersani zum neuen Parteichef der Demokraten im Oktober 2009 verließ Rutelli die Partei und kündigte an, zusammen mit dem Christdemokraten Bruno Tabacci eine neue Partei gründen zu wollen. Als Grund nannte Rutelli den Linksruck innerhalb der Demokratischen Partei, die im Sieg Bersanis gegen den von Rutelli unterstützten Dario Franceschini zum Ausdruck kam.

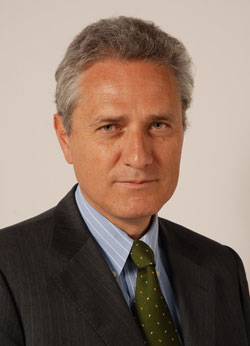
Parteichef Francesco Rutelli

Am 11. November 2009 stellte Rutelli die neue Allianz für Italien vor, die er als demokratische, liberale und popolare, d. h. in der Tradition der italienischen Christdemokraten stehende Reformkraft sowie als Alternative zur populistischen Rechten sowie zur sozialdemokratischen Linken versteht. Tabacci, der bis 2008 zur christdemokratischen UDC gehört hatte und danach seine eigene christdemokratische Partei (Rosa Bianca) gegründet hatte, fungiert als Parteisprecher (portavoce). Daneben traten auch der Präsident der Provinz Trentino Lorenzo Dellai sowie die Exministerin Linda Lanzillotta der neuen Bewegung bei. Rutelli kündigte an, die Zusammenarbeit mit der ebenfalls in der christdemokratischen Mitte angesiedelten UDC von Pier Ferdinando Casini zu suchen.
Der von Rutelli gewählte Parteiname stiftete zunächst Verwirrung, nachdem er im Jahr 2007 vom Postfaschisten Gianfranco Fini im Zusammenhang mit der Transformation seiner rechtskonservativen Alleanza Nazionale zu einer christdemokratischen Mitte-rechts-Partei in den politischen Diskurs eingebracht worden war. Auch in anderem Zusammenhang wurde über ein mögliches Bündnis zwischen Rutelli und Fini, einstmals Gegenkandidat Rutellis bei der Wahl zum Bürgermeister Roms, spekuliert, der als potenzieller Gegenkandidat und Nachfolger Berlusconis innerhalb des Mitte-rechts-Lagers galt.
Bei den italienischen Regionalwahlen am 28. und 29. März 2010 unterstützte die Alleanza mehrheitlich die Wahlvorschläge der Zentrumsunion unter Casini und trat nur in den Regionen Kampanien, Basilicata, Marken und Kalabrien mit eigenen Listen an und holte dabei als Teil des Mitte-links-Bündnisses zwischen zwei und vier Prozent der Stimmen.
Ein Bündnis der ehemaligen politischen Gegner kam am 15. Dezember 2010 tatsächlich zustande, als Casinis Zentrumsunion, Finis Futuro e Libertà per l’Italia und Raffaele Lombardos Movimento per le Autonomie ein Wahlbündnis unter dem Namen Nuovo Polo per l'Italia schlossen, das sich als Kraft der politischen Mitte etablieren sollte. Das wenig erfolgreiche Bündnis löste sich nach interne Zerwürfnissen über die Strategie bei den Kommunalwahlen im Mai 2012 auf.
Bei den Parlamentswahlen im Mai 2013 trat die Partei nicht direkt an, einige ihrer Mitglieder kandidierten aber auf den Listen der Formation Centro Democratico, die sich als christlich-sozial versteht und vom ehemaligen ApI-Vorstand Bruno Tabacci begründet wurde.